# Dereköy, Mudanya
Dere là một xã thuộc huyện Mudanya, tỉnh Bursa, Thổ Nhĩ Kỳ. Dân số thời điểm năm 2011 là 641 người.